# Vallehermoso
Vallehermoso es un municipio de la isla de La Gomera, forma parte de la provincia de Santa Cruz de Tenerife, en la comunidad autónoma de Canarias. España.
La ciudad capital del municipio, que le da nombre al mismo se encuentra situada en el extremo norte de la isla, encajado en una caldera de hundimiento que configura el gran valle. 
La ciudad se asienta renovando y dando continuidad al cantón de los gomeros viejos de Agana. Así, Vallehermoso es fundado bajo este nombre y bajo el Patronazgo de San Juan Bautista a finales del siglo XV. A partir de aquel momento la ciudad comienza a crecer en torno a la iglesia patronal y desde aquella hacia la ermita de la Consolación, situada en Triana.
La ciudad tradicionalmente se ha dividido en los dos grandes bandos, el de Triana y el de la Plaza que se enfrentaban en la celebración de su patrón fundacional intentando cada uno de ellos disponer para la noche del 23 junio del mayor número y las mayores hogueras de San Juan, acompañadas por la mayor cantidad de explosiones y la pirotecnia. Los diferentes barrios y núcleos poblacionales quedaban adscritos a uno de los bandos atendiendo a su posicionamiento geográfico en relación con el eje que describe el barranco de Macayo en su discurrir hacia la playa. Desde aquel y en dirección a la iglesia se encuentra el bando de la Plaza, y desde aquel y en sentido contrario el bando de Triana.

## Toponimia
En el entorno más próximo a la ciudad de Vallehermoso, así como en todo el término municipal, perduran y viven en la toponimia las formas que proceden de los gomeros viejos que coexisten con otras formas que han ido apareciendo a lo largo del periodo histórico, desde el siglo XVI hasta la actualidad. En algunos casos se hace difícil o imposible llegar a discernir que topónimos tienen un origen anterior a la colonización europea y cuales no lo tienen. En cualquier caso hay topónimos que fueron asignados en este periodo histórico, así Vallehermoso, parece no estar en discusión, tampoco El Ingenio, ni Morera o Valle Abajo. Y por otro lado hay otros topónimos en los que se puede contemplar la duda, entre ellos: Macayo (que se pretende explicar con una asimilación con Moncayo); Tamargada; Chipude; Epina... Y otros topónimos parecieran no admitir cuestionamiento en cuanto a su procedencia de la cultura de los gomeros viejos en este caso podemos nombrar: Arerú; Tamahuche; Argodey; Argaga; Teselinte / Teselinde; Chijeré; Arguamul; Muima; etc. En cualquier caso, este es un debate que siempre estará abierto a la posibilidad de que se produzcan descubrimientos, explicaciones que conduzcan a reconocer una procedencia diferente a la que hasta el momento se le hubiera dado.

## Geografía
Se sitúa en la parte occidental de la isla, extendiéndose de norte a sur, y limitando con los municipios de Valle Gran Rey, Agulo, Hermigua y Alajeró.
Tiene una extensión de 109,32 km², siendo el segundo municipio en extensión de la isla. Tiene una longitud de costa de 26,75 km.
La altitud de la capital del municipio es de unos 180 metros sobre el nivel del mar, siendo la mayor altura del término el Alto de Garajonay, que con sus 1487 m s. n. m. es el punto más alto de La Gomera.

### Estructura de la ciudad
El núcleo urbano histórico de la ciudad, se desarrolló en torno a un eje principal que se extiende en la orientación este-oeste desde Triana, donde se encontraba la ermita de la Consolación, hasta La Plaza, donde se edificó el templo de San Juan Bautista. Para unificar las dos alas de esta calle, se debía salvar el barranco de Macayo. Durante mucho tiempo, sobre este barranco; se construía un puente de madera en las fechas próximas a la Semana Santa para permitir el tránsito de las procesiones entre los dos extremos de la ciudad.
Desde El Paso, el lugar donde se pasaba de un lado al otro de la ciudad, superando el barranco de Macayo hacia el oriente se llama Triana, y desde ese punto hacia el occidente, la calle a lo largo del tiempo ha adoptado diferentes nombres. Aunque la zona, de manera genérica, se llamó La Plaza, por encontrarse en su entorno la plaza de la iglesia, que en aquel tiempo era la plaza más importante de la ciudad.
Además del eje Triana-La Plaza, surgieron tres callejones escalonados que desde la calle Mayor conducían hacia La Ladera. Algunos de estos callejones se prolongaron hacia Trujillo una vez se abrió otra vía que se extendía desde El Paso hasta La Vegueta, que pasando el tiempo pasó a ser denominada como avenida Guillermo Ascanio Moreno y se extiende desde El Paso hasta La Vegueta. Desde esta avenida y a la altura del Zotarreño, fue abierta una vía que tiene el nombre de Pablo González Vera y conduce directamente desde la avenida Guillermo Ascanio a la plaza de la iglesia.
Desde La Vegueta, la calle se prolongaba hacia La Hoya, donde cruza el Puente del Toscón para adentrarse en la ciudad discurriendo bajo la iglesia, rodeando la plaza y subiendo la cuesta hasta La Glorieta al pie del Ayuntamiento, donde confluye con la calle Mayor.
Al final de La Calle en Triana, don Domingo P. hizo plantar un laurel de indias que ha perdurado hasta la actualidad, convirtiéndose en seña identitaria del lugar. La vía hacia la derecha continua en dirección al Ingenio, en su trazado hay algunas bifurcaciones, como la que conduce a La Fortaleza, y un poco más arriba el camino de triste recuerdo que sube hacia el Lomo, y que tantas veces los paisanos debieron transitarlo sabiendo que lo subían para ir a ser maltratados en El Lomo.
Desde Triana, hacia la izquierda, discurre la calle que se dirige a Morera y Garabato. En esta calle hay una bifurcación que conduce a la avenida Pedro García Cabrera (carretera general del norte), dando acceso a Amador.
La avenida Pedro García Cabrera se extiende desde El Paso hacia la Piedra Pinta y continúa hasta El Almendrillo.
En el lugar del Paso, se instaló en el año 1969 la sede del Ayuntamiento, y después procedieron a allanar el terreno frente a su fachada para instalar la nueva plaza central de la ciudad que el 1984-85 adquirió el nombre de plaza de la Constitución.

### Espacios naturales
El municipio alberga en sus límites 8 de los 17 espacios protegidos de La Gomera, 4 están íntegramente en la localidad y otros 4 lo están parcialmente:
- Parque nacional de Garajonay

- Parque rural de Valle Gran Rey

- Monumento natural de Los Órganos

- Monumento natural de Roque Cano

- Monumento natural de Roque Blanco

- Monumento natural de La Fortaleza

- Monumento natural del Lomo del Carretón

- Paisaje protegido de Orone

### Playas
- Parque Marítimo de Vallehermoso
- Playa de La Sepultura
- Playa de Vallehermoso
- Playa de Alojera
- Puerto del Trigo
- Playa de Argaga
- Playa de Las Arenas
- Playa de La Rajita
- Playa de Iguala
- Playa de La Asunción

### Playas nudistas
Se puede decir que en la Gomera el nudismo se inició en la playa del Inglés en Valle Gran Rey, allí en la década de los sesenta comenzaba a ser una práctica habitual, y si dispone la isla de una playa emblemática para los paisanos y paisanas que disfrutan con el nudismo, esa es la playa del Inglés.
Con el paso del tiempo el nudismo se ha extendido a otras playas alejadas de las zonas habitadas, entre ellas en el municipio de Vallehermoso es habitual el nudismo en: 
- La playa de la Sepultura
- El Puerto del Trigo
- La playa de Iguala, magnífica playa aunque excesivamente alejada del acceso rodado.
- Playa de Argaga (aunque el acceso a esta playa es muy peligroso por los desprendimientos que se producen en el acantilado que se eleva sobre el camino)
- Playa de las Arenas (playa que no es recomendable por la peligrosidad del acceso y los desprendimientos que se producen en el acantilado que se eleva sobre la playa)

En la Gomera el nudismo se práctica de modo natural, sin tomar parte en asociaciones, organizaciones o federaciones. Se mantiene fiel a los que fueron sus inicios en la isla. La llegada de los extranjeros y los hippys avanzada la década de los sesenta, setenta y buena parte de los ochenta.
Avanzada la década de los setenta y de modo muy especial en los ochenta la población local asume la práctica del nudismo. De sus inicios en la playa del Inglés, el nudismo se extiende a otras playas de la Gomera.

## Historia
Fue en la década de los años 50 del siglo XIX cuando la entidad territorial y la población de Chipude, cuya patrona La Virgen de la Candelaria ha tenido y mantiene en la actualidad una gran importancia y presencia en la tradición religiosa de la isla, se integraron en el término municipal de Vallehermoso. 
Desde aquel momento el término municipal de Vallehermoso se extiende desde el extremo norte hasta el extremo suroeste de la isla, y por aquella banda suroeste lo hacía desde el eje central del barranco de Valle Gran Rey, donde se establecía la línea límite con Arure hasta la etime de la montaña de Arguayoda, donde se establecía la línea límite con Alajeró. 
Posteriormente, en el año 1927 una parte de la extensión territorial de Chipude, la más próxima al barranco de Valle Gran Rey, fue adscrita al municipio de Arure (Valle Gran Rey), por una decisión que fue tomada por el pleno del Cabildo Insular de la Gomera, contra la posición mantenida por el representante de Vallehermoso en aquella institución insular. 

## Demografía
Vallehermoso cuenta con una población de 2954 habitantes (INE 2024).
| Gráfica de evolución demográfica de Vallehermoso entre 1842 y 2021                                                  |
| |
| Población de derecho según los censos de población del INE Población de hecho según los censos de población del INE |

## Economía
Aproximación a los diferentes rubros que han fundamentado la actividad económica en Vallehermoso.
- Comercio
- Azúcar
- Vino
- Derivados de la producción vinícola
- Miel de palma
- Queso
- Papas
- Millo
- Gofio
- Plátano
- Cochinilla

## Administración y política

### Gobierno municipal
Actualmente el municipio está gobernado por la Agrupación Socialista Gomera, con Emiliano Coello Cabrera a la cabeza del ayuntamiento desde 2015.
El Ayuntamiento está compuesto por 11 concejales. En la siguiente tabla se muestran los resultados de las elecciones municipales desde 2007 hasta 2023.
| Partido político | Partido político                              | 2007   | 2011   | 2015   | 2019   | 2023   |
| Partido político | Partido político                              | Ediles | Ediles | Ediles | Ediles | Ediles |
|                  | Partido Socialista Obrero Español (PSOE)      | 7      | 8      | 4      | —      | —      |
|                  | Agrupación Socialista Gomera (ASG)            | —      | —      | 6      | 7      | 7      |
|                  | Alternativa Socialista de Vallehermoso (ASV)  | 2      | —      | —      | —      | —      |
|                  | Coalición Canaria (CC)                        | 2      | 1      | 0      | —      | 0      |
|                  | Partido Popular (PP)                          | 0      | 2      | 1      | —      | —      |
|                  | Nueva Canarias (NC)                           | —      | 0      | 0      | —      | —      |
|                  | Alternativa Democrática Gomera (ADGOMERA)     | —      | —      | 0      | —      | —      |
|                  | Sí Se Puede (SSP)                             | —      | —      | —      | 2      | —      |
|                  | Agrupación de electores de Vallehermoso (AVH) | —      | —      | —      | 2      | —      |
|                  | Iniciativa por La Gomera (IxLG)               | —      | —      | —      | —      | 4      |

### Conformación territorial
Fue en la década de los años 50 del siglo XIX cuando la entidad territorial y la población de Chipude, cuya patrona La Virgen de la Candelaria ha tenido y mantiene en la actualidad una gran importancia y presencia en la tradición religiosa de la isla, se integraron en el término municipal de Vallehermoso. Desde aquel momento el término municipal de Vallehermoso se extiende desde el extremo norte hasta el extremo suroeste de la isla, y por aquella banda suroeste lo hacía desde el eje central del barranco de Valle Gran Rey, donde se establecía la línea límite con Arure hasta la etime de la montaña de Arguayoda, donde se establecía la línea límite con Alajeró. 
Posteriormente, en el año 1927 una parte de la extensión territorial de Vallehermoso (en la costa de Chipude, la más próxima al barranco de Valle Gran Rey), fue adscrita al municipio de Arure (Valle Gran Rey), por una decisión tomada por el pleno del Cabildo Insular de la Gomera, en contra de la posición mantenida por el representante de Vallehermoso en aquella institución insular.

## Servicios

### Educación
- IES Poeta García Cabrera, en Vallehermoso casco.
- CEIP Ángel Moreno Urbano, en Vallehermoso casco.
- Escuela Hogar Jaime Vega Hernández, (funciona como residencia escolar) en Vallehermoso casco.
- CEIP Alojera, en Alojera.
- CEIP La Dama, en La Dama.
- CEIP Temocodá, en Chipude.

## Cultura

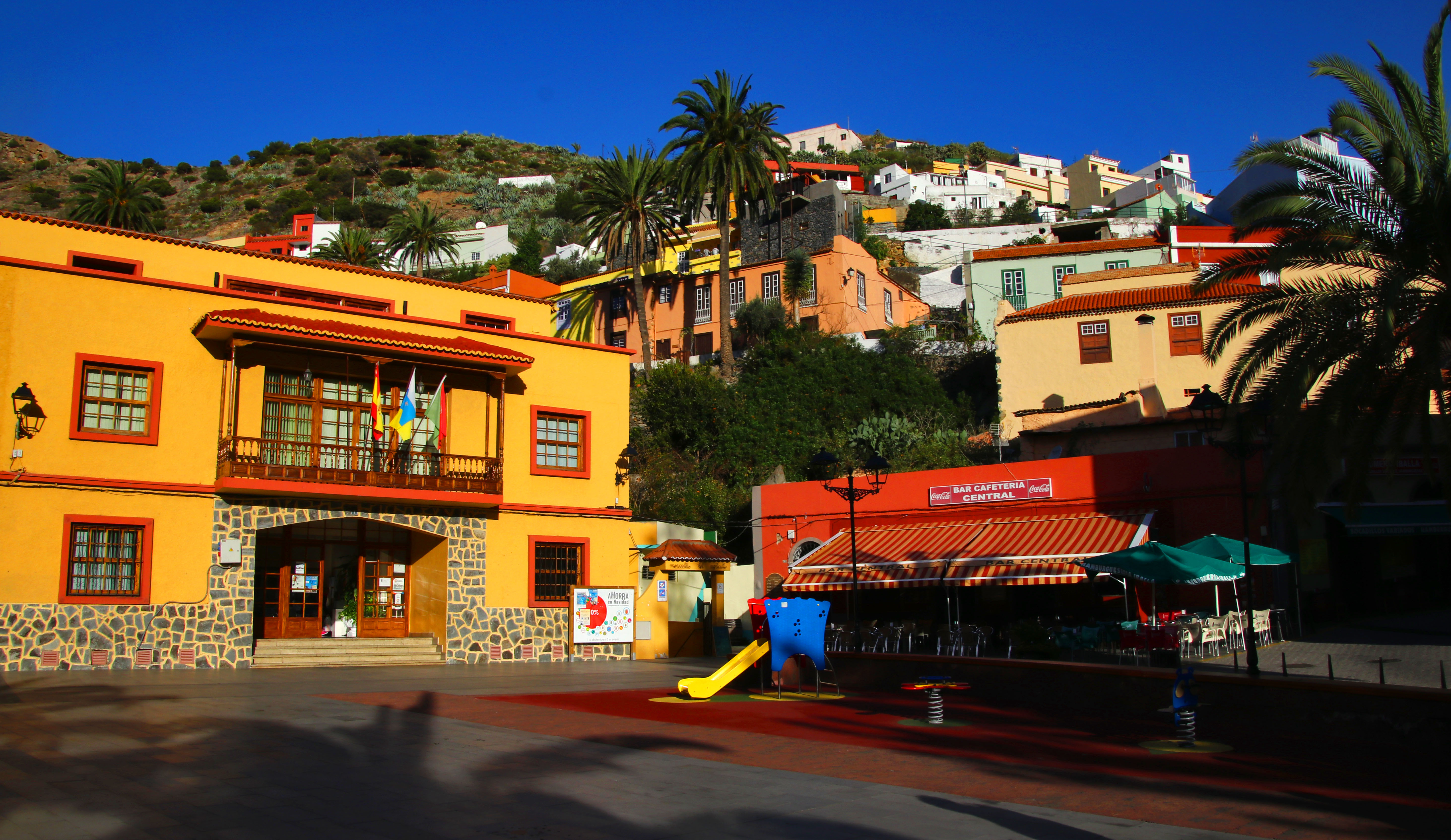
Casa consistorial

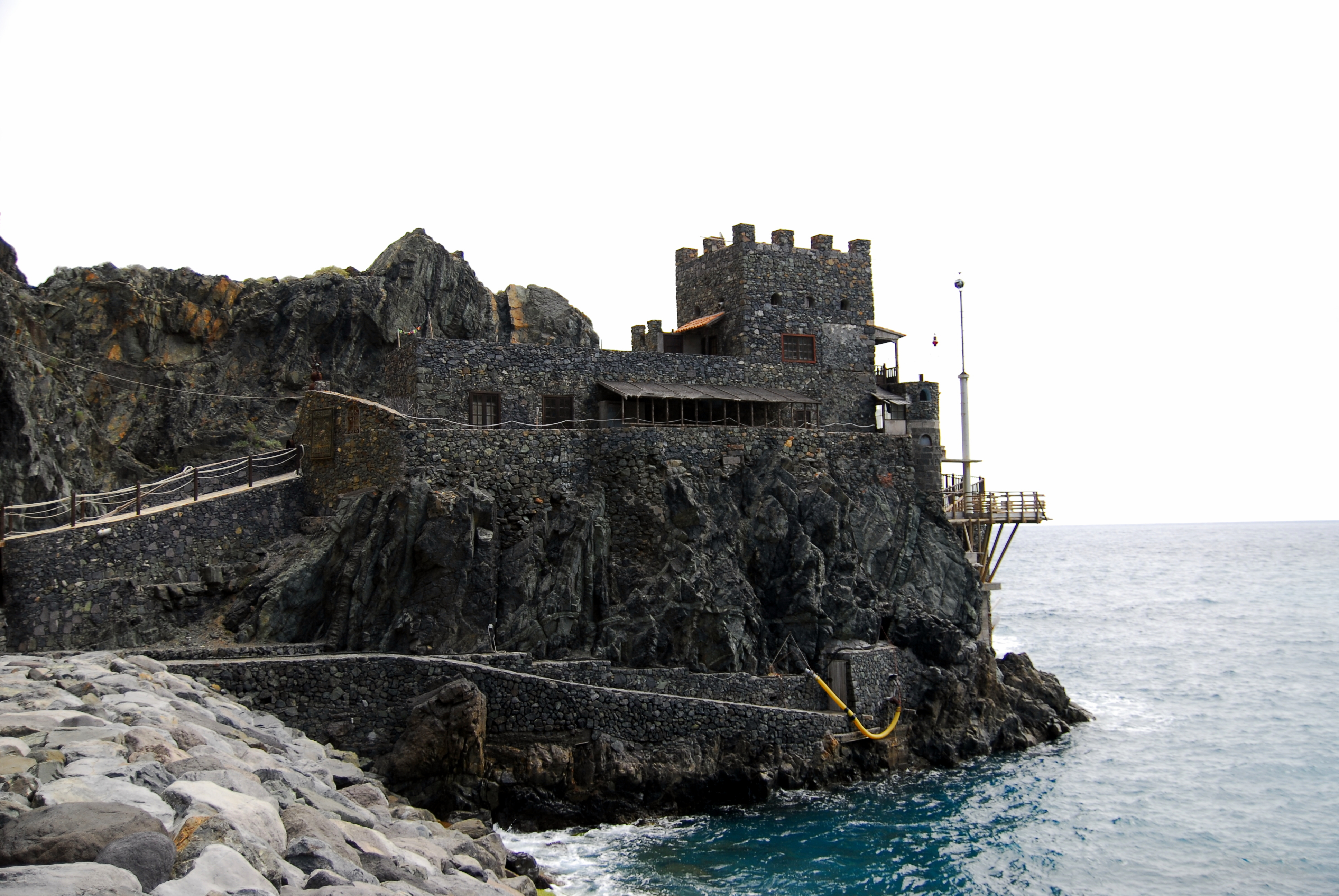
Castillo del Mar

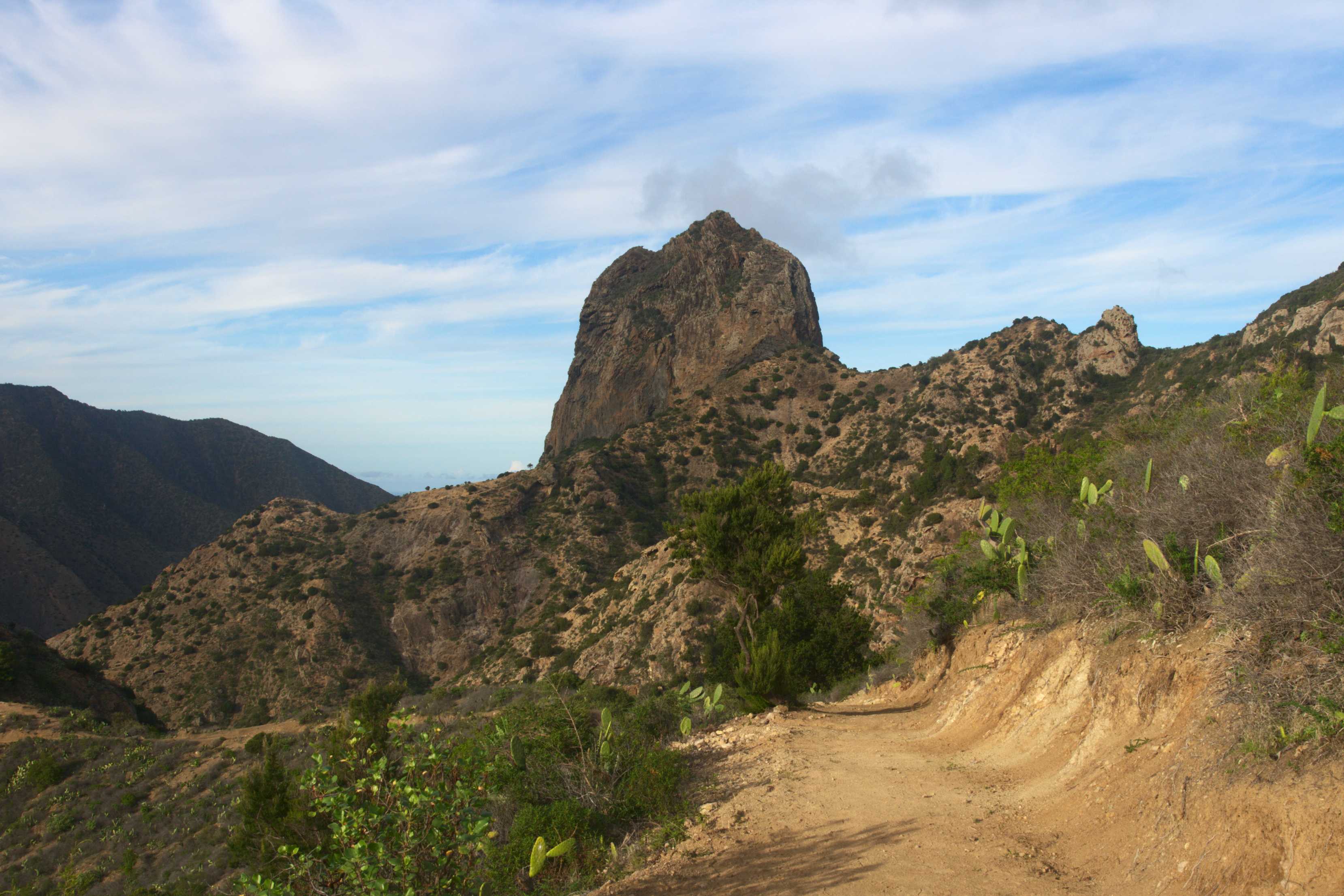
Monumento natural Roque Cano

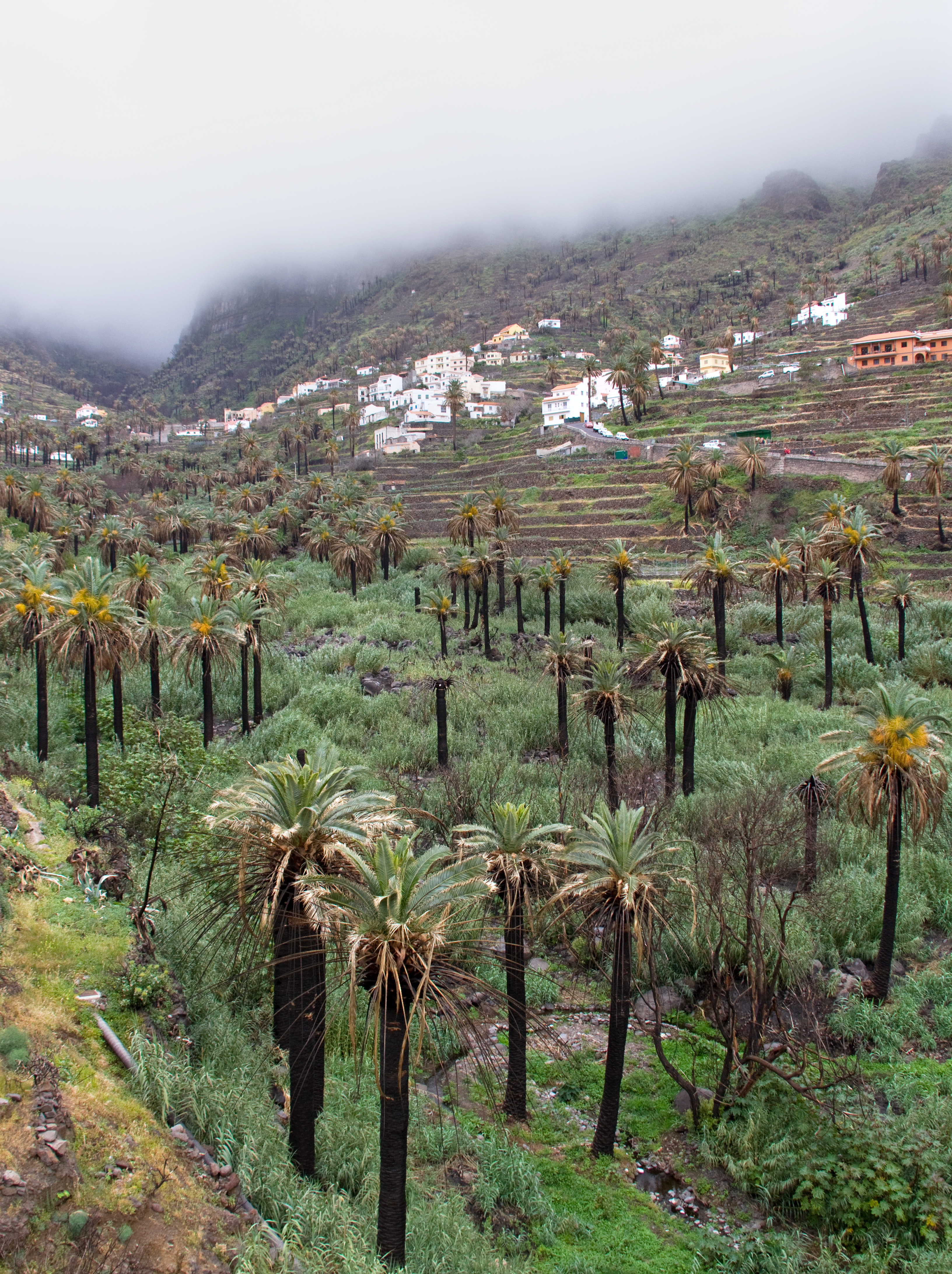
Parque rural de Valle Gran Rey

### Vallehermoso, la ciudad en la literatura
Los paisanos han querido y han sabido dedicar su creatividad por medio de las palabras a su lugar de origen, en ocasiones sucedió de modo oral y en otras lo escribieron. Con el transcurrir del tiempo desde aquellos poemas que cantaban a Vallehermoso, llegamos a los textos en prosa como artículos periodísticos, hasta llegar a la actualidad cuando podemos encontrar algunas publicaciones literarias cuyo protagonista inconfundible es la ciudad de Vallehermoso. En este apartado se comparten los títulos de esos libros en los que la ciudad de Vallehermoso o el Municipio en toda su extensión son protagonistas. 
- Vallehermoso. El Fogueo (1986)

- Los poetas del Valle. (1995)
- Blanca Ascanio, la maestra roja. (2020)
- Gomeras Soñadas. (2021)
- Memorias de Vallehermoso. (2021)
- Las décimas de mi vida. (2021)
- Vallehermoso, el día que se detuvo la historia. (2022)
- El Valle de los cuentohermosos. (2022)
- El Reloj. (2022)
- Vallehermoso en el Corazón. Poemas del ocaso. (2024)

### Patrimonio
En relación con el patrimonio arquitectónico en la ciudad de Vallehermoso se ha querido destacar y preservar las edificaciones tradicionales que constituyen la propia ciudad y con ella el propio trazado vial que une Triana con la Plaza, así como el lugar de El Paso, donde los dos extremos de la ciudad se unen en el puente que permite cruzar el barranco de Macayo. 
Por su antigüedad e interés patrimonial se pueden significar las siguientes construcciones religiosas. 
- Iglesia de San Juan Bautista, en la ciudad de Vallehermoso.
- Iglesia de la Candelaria, en Chipude, Vallehermoso.
- Ermita de Santa Lucía, en Tazo, Vallehermoso.
- Ermita de Santa Clara, en Arguamul, Vallehermoso.
- Ermita de El Carmen, en El Ingenio, Vallehermoso.

Por otra parte, como patrimonio arquitectónico de interés se pueden destacar un conjunto de edificaciones:
- Casa de los Mora, en Triana, Vallehermoso. En la actualidad se ha convertido en Hotel Triana.
- Cuartel del Lomo, en El Lomo, Vallehermoso. En la actualidad se ha convertido en Hotelito.
- Taller de don Domingo García, en La Vegueta, Vallehermoso. En la actualidad acoge la Casa de la Cultura de Vallehermoso.
- Casa natal de Guillermo Ascanio Moreno, en la calle Mayor, Vallehermoso. En la actualidad existe solo una parte de aquella edificación y es propiedad privada.
- Casa natal de Pedro García Cabrera, en El Palmar, Vallehermoso. En la actualidad fue adquirida hace algunos años para recuperarla y ponerla al servicio de la sociedad con una oferta cultural.
- Pescante de los García, en La Playa, Vallehermoso.
- Pescante El Porvenir (de los Fernández), en La Playa, Vallehermoso.
- Sede de la Sociedad Centro la Unión, en Trujillo, Vallehermoso.
- Sede de la Federación Obrera de Vallehermoso, en La Ladera, Vallehermoso.
- Entorno de la plaza de la Iglesia.

### Fiestas lustrales
Las Fiestas Lustrales de Vallehermoso encuentran su precedente en las Fiestas Cuatrienales que se celebraban en esta ciudad siglos atrás y bajo la advocación de San Juan Bautista. Ya en aquellas celebración cuatrienal la Virgen del Carmen bajaba cada cuatro años a encontrarse con San Juan y la virgen de La Consolación en Triana para a continuación recorrer la calle hasta el templo de San Juan Bautista. 
Durante el siglo XX las fiestas cuatrienales de Vallehermoso se extinguieron, y no sería hasta el año 1955 que la ciudad de Vallehermoso instauró la nueva etapa ahora en periodos de cinco años invocando a todos los pantaneros y por extensión a los gomeros, que preparan su retorno cuando barruntan la proximidad de las Fiestas Lustrales de Vallehermoso que tiene su día grande el 16 de julio con la Bajada de la Virgen del Carmen desde su templo en el Alto Ingenio hasta la ciudad de Vallehermoso dando respuesta a la invocación que reza: «¡EN VALLEHERMOSO CADA CINCO AÑOS!»
El programa de actos de las Fiestas Lustrales se ha ido enriqueciendo a lo largo del tiempo con la incorporación de las propuestas que surgían y venían a completar el desarrollo de las fiestas: bajada de la Virgen del Carmen y recepción por San Juan en Triana, está presente desde 1955; el Pregón de las Fiestas Lustrales está presente desde el año 1955; Mantenedor de las fiestas, es una actividad que se incorpora desde su inicio en 1955; Elección de la Reina de las Fiestas Lustrales y sus Damas de Honor, este concurso está presente desde 1955; la Diana Floreada, está presente desde el año 1955; así sucedió con la Traída del Fuego, que fue una actividad que se introdujo en Vallehermoso con las actividades de los Boys Scouts y que ya en el año 1970 estuvo presente en el inicio de aquella edición de las Fiestas Lustrales; el Festival de la Canción, surgió a propuesta de don J.M.H. y se incorporó al programa de las fiestas en 1970. El Baile de las Brujas, fue una propuesta elaborada por don A.Q.L. contando con la colaboración de don P.S y surgió y se incorporó a las fiestas en la edición del año 1975
- Bajada de la Virgen del Carmen y su recepción por San Juan y toda la población en Triana (1955) Actividad retomada de las celebraciones de siglos anteriores.
- Acompañamiento de tambores y chacaras en la bajada (1955)
- Participación de bestias (burros, etc.) en la bajada (1955)
- Elaboración de arcos muy decorados por toda la ciudad (1955) Actividad heredada de las celebraciones de siglos anteriores.
- Discurso en la recepción de la Virgen en Triana, (1955) Heredada de las celebraciones de siglos anteriores.
- Fiesta de Arte, (1955)
- Pregón de las Fiestas Lustrales, (1955)
- Elección de la Reina de las Fiestas Lustrales, (1955) La elección de Reina de las fiestas es una actividad por la que existía especial interés en Vallehermoso, y ya se elegía la reina en la celebración de las fiestas patronales.
- Elección de la Romera de las Fiestas, (1955)
- La Diana Floreada de las Fiestas Lustrales, (1955)
- Mantenedor de las Fiestas, (1955)
- Toque de las campanas de la iglesia a la llegada de la Virgen, (1955) heredado de las celebraciones de siglos anteriores.
- Fuegos labrados (artificiales) en Triana a la llegada de la Virgen, (1955) Heredado de las celebraciones cuatrienales de siglos anteriores.
- Actividad deportiva inicialmente con especial interés en el fútbol; el tiro con escopeta; y a lo largo del tiempo se han ido incorporando otras modalidades deportivas.
- Presentación de Ofrendas, (196?) Heredado de las celebraciones de siglos anteriores.
- Traída del Fuego, en la apertura de las fiestas (1970)
- Incorporación de los grupos de cuerda y canción en la bajada (1970)
- Festival de la Canción, (1970) Se incorpora en este año a iniciativa de don J.M.H.
- Baile de Las Brujas, (1975) Se incorpora este año por iniciativa de don A.Q.L. y don P.S.
- Incorporación de las carrozas a la Bajada (1985)

- Canto de la Salve en la recepción en Triana (199?)
- Bajada de la Virgen del Carmen a La Playa (199?)
- Tendida de Manteles en La Playa. (Recuperado de las fiestas tradicionales)
- Ampliación del recorrido de la procesión pasando por Los Rosales y La Hoya (200?)

### Fiestas
- San Juan Bautista, el 24 de junio se celebra la fiesta del Patrón Fundacional de la ciudad de Vallehermoso, su imagen se encuentra en la iglesia matriz creada bajo la misma advocación, y la noche del 23 de junio sale en procesión a recorrer la ciudad desde la plaza hasta Trina mientras en las montañas encienden numerosas hogueras que ofrecen su resplandor en honor del santo en su recorrido por la ciudad. La víspera del día grande Vallehermoso se enciende y salpica de fuego mientras retumban los voladores y a momentos aparece una exhibición pirotécnica que acompaña a las hogueras y a la procesión por las calles de la ciudad, hasta que el santo hace su entrada en el templo. Una vez San Juan ha ocupado su lugar, la concurrencia se desplaza a El Paso, y se inicia el baile (verbena) que se prolonga hasta el amanecer. Para el amanecer la tradición que aun subsiste entre un reducido grupo de jóvenes, consiste en pasar por la panadería a comprar pan o bollos, tomar una sopa si hubiera un establecimiento disponible, y después ir de amanecida de San Juan a descansar en la playa. El día 24 de junio, el propio día del Patrón Fundacional de la ciudad de Vallehermoso sobre las 12:00 horas del mediodía sale la procesión acompañada por chacaras y tambores a recorrer la ciudad. El nombre del santo ha estado ligado al propio de la ciudad desde el momento mismo de su fundación. Así, en sus inicios fue nombrada Vallehermoso de nuestro señor San Juan.

- Nuestra Señora del Carmen, 22 de julio. Compatrona del municipio, se encuentra en su ermita del barrio del Ingenio, a pocos kilómetros del casco antiguo de Vallehermoso. Cada 5 años, la virgen es bajada desde su ermita hasta el casco del pueblo acompañada en romería por chácaras y tambores y numerosas carrozas hasta su llegada a la iglesia matriz de San Juan Bautista. Asentándose en dicho templo hasta la tradicional subida de la Virgen, fecha en que la virgen sube hacia su ermita. Las fiestas Lustrales (cada 5 años) en honor a Nuestra Señora del Carmen son una de las fiestas más importantes de la isla.

- Nuestra Señora del Pilar, 12 de octubre. En el barrio de Morera se celebra la fiesta de la Pilarica. La plaza se ubica en lo alto de La Montaña de Morera dominando a la vista toda la extensión de la ciudad. El día 12 de octubre se realiza la procesión de los paisanos acompañada por tambores y chacaras que discurre desde la parroquia matriz de San Juan Bautista hasta la propia plaza de la Pilarica, recorriendo toda la calle desde la plaza hasta Triana, y después por el camino que discurre por todo el barrio de Morera en dirección a su santuario. A continuación se inicia un animado baile que en ocasiones dispone de grupo musical y otras veces es animado con discos y un equipo de altavoces, en Morera la fiesta tiene la particularidad de estar amenizada de modo muy singular por corridos y rancheras mexicanas, dominando también de modo excepcional el ritmo de la cumbia, aires musicales que los paisanos disfrutan bailando al estilo isleño de los naturales de Vallehermoso y de la isla de la Gomera.

- Nuestra Señora de Candelaria, 15 de agosto. En el mes de agosto celebra el pueblo de Chipude una de las fiestas grandes de la isla de la Gomera. Aquella se caracteriza por estar entre las más populares de la isla y de Canarias. Si existe una cita importante en esta isla, esta puede corresponder a Chipude el día 15 de agosto de cada año, y los días inmediatamente anteriores y posteriores.

- Nuestra Señora de la Consolación, 20 de junio. La ermita de la Consolación se levantaba en Triana y fue el segundo templo en importancia de la ciudad de Vallehermoso. Mientras aquella instalación permaneció, cada año se celebró allí la importante fiesta dedicada a la Virgen de la Consolación. Aquella instalación religiosa desapareció destruida por una importante crecida del barranco del Ingenio. Pero ha persistido en Vallehermoso el recorrido que realizan las procesiones que viene establecido desde el tiempo en que ambos templos: el de San Juan y el de la Virgen de la Consolación coexistían en la actividad religiosa y festiva de esta ciudad. Desde que una crecida destruyó el templo de la Virgen de la Consolación ha pasado mucho tiempo, inicialmente hubo una iniciativa para volver a construir nuevamente un pequeño templo, pero como quiera que la imagen también había desaparecido, aquella propuesta fue quedando relegada. Posteriormente el barranco de forma natural sufrió algunos cambios en su recorrido, si en principio el cauce bajaba más próximo a Triana, posteriormente se alejó y pasó a correr por las proximidades de Biguipala. El caso es que aquel pequeño templo nunca más fue recuperado y la memoria de la Virgen de la Consolación en Triana ha venido quedando en el olvido. En el baptisterio del templo de San Juan Bautista está presente la virgen de la Consolación.

En los diferentes barrios y caseríos también se celebran fiestas en honor a sus santos patronos:
- Alojera: San Bartolomé Apóstol, 24 de agosto.
- Arguamul: Santa Clara de Asís, primer domingo de octubre.
- El Cercado: Virgen del Pino, último fin de semana de julio.
- Epina: San Isidro Labrador, 15 de mayo.
- Erquito: La Milagrosa, 27 de noviembre.
- Igualero: San Francisco de Asís y Santo Hermano Pedro, 4 de octubre.
- La Dama: Virgen de las Nieves, 5 de agosto.
- Tazo: Santa Lucía de Siracusa, 13 de diciembre. En el mes de diciembre los gomeros y en el pasado también la población de otras islas tenía presente la cita para ir a cumplir con Santa Lucía en Tazo. Esta es una de esas fiestas de larga tradición, posiblemente la más antigua de esta isla y la tradición la sitúa entre las más antiguas de Canarias. La tradición y de facto se conoce que en el pasado la imagen estuvo ubicada en La Costa de Herrera (Costa de los de Epina), donde permaneció varios siglos desde que los portugueses la trajeron a este lugar. Posteriormente, según se dice, como forma de proporcionarle seguridad alejándola de la costa, la ermita fue construida en El Calvario, que es el lugar en el que permanece. Es singular de esta ermita que su puerta está flanqueada por pimenteras. Era habitual que la virgen de Santa Lucía recibiera múltiples exvotos de cera especialmente relacionados con los ojos que permanecían por años ante la imagen.
- Tazo: San Antonio, 13 de junio. Esta es otra de las importantes celebraciones que tienen lugar en Tazo.
- Tazo: San Mateo, 21 de septiembre. La celebración de San Mateo en el pasado pudo ser de las celebraciones con más actividad y reclamo de las celebradas en Tazo. En la actualidad la celebración de San Mateo ha desaparecido prácticamente. Es necesario recurrir a la memoria de los vecinos mayores para conocer la importancia que en el pasado llegó a alcanzar esta celebración.
- Tamargada: La virgen de la Caridad del Cobre, 8 de septiembre. (La celebración de Tamargada después de que fuera trasladada su celebración a otras fechas, en la actualidad se vuelve a celebrar el primer o segundo fin de semana del mes de septiembre.
- La Rajita: Santa Marta, 29 de julio.
- Valle Abajo: San Pedro, 29 de junio. El año 1917 un grupo de indianos que habían retornado recientemente después de permanecer varios años en Cuba cumplieron con el compromiso de instalar un pequeño santuario bajo la advocación de San Pedro [El motivo que les condujo a elegir a San Pedro y no otro santo, actualmente no se dispone de testimonio que permita conocer este motivo si es que el mismo existió]. La fiesta de San Pedro se celebra en el mes de San Juan, apenas unos días después de la celebración de la fiesta del Patrón Fundacional de la ciudad de Vallehermoso. Y en la celebración de San Pedro existían ciertas prácticas que eran idénticas a las que se producían en la fiesta de San Juan, entre ellas se pueden destacar las hogueras de San Pedro, los voladores, los coloratos que en la fiesta de San Pedro dispusieron de un éxito muy importante y perduraron hasta tiempos relativamente recientes cuando ya esta práctica se había abandonado por su peligrosidad hasta en la propia fiesta de San Juan. La procesión de San Pedro sale de la parroquia matriz y recorriendo una parte de la ciudad y parte importante del Valle Abajo es conducido hasta su santuario en el lugar que desde que su nicho fuera ubicado allí pasó a denominarse, San Pedro. La fiesta apenas disponía de un reducido espacio en el camino frente al nicho del santo y allí, en la década de los setenta, se instalaba la tribuna para acoger a la orquesta Los Bajip, que parecía ser la preferida para amenizar aquella fiesta año tras año.
- Vallehermoso: San Andrés, 30 de noviembre. La celebración de San Andrés en Vallehermoso ha estado relacionada con la actividad productora de vinos. La tradición establece la fecha de celebración de san Andrés, el día 29 de noviembre, víspera del propio día del santo, como el momento de encetar los vinos compartiendo con los paisanos que en parranda a lo largo de las horas del anochecer iban recorriendo las diferentes bodegas de los cosecheros del Valle. Desde hace algunos años y en la actualidad esta fiesta ha venido a encontrar espacio para su desarrollo en la plaza existente en Los Rabones, junto a la pista de San Pedro, en el Valle Abajo.
- La Playa: Virgen de la Candelaria, 15 de agosto. La celebración de la Candelaria en la playa de Vallehermoso se remonta a la primera veintena del siglo XX. Desde su creación, en una primera etapa instalada en un nicho situado sobre la cueva de las Palomas y posteriormente en la ermita edificada al otro lado de la playa, junto al horno de cal, los vecinos de La Playa, y los del Valle Abajo además de la calle y las poblaciones del entorno más cercano a la ciudad mostraron su devoción por la virgen de Candelaria de la playa. Y todo ello sucedía aun reconociendo la presencia con mayor arraigo en la isla, como es la Candelaria de Chipude. El caso es que sin menoscabo de la fiesta de Chipude y su arraigo e importancia tradicional, la fiesta de la playa dispuso de un importante seguimiento e interés entre la población local y a ella se acercaban desde otros municipios de la isla, tanto en la celebración del 15 de agosto como también en la pequeña celebración religiosa que tenía lugar el día 2 de febrero.
- Vallehermoso: El Entierro de la Sardina, el miércoles de ceniza (miércoles de carnaval). Se trata de una fiesta pagana que en su celebración no se inspira en el santoral ni se relación con aquel calendario festivo. Para esta celebración con una antelación de varias semanas se prepara la sardina que se llevará al entierro. Consiste en construir uno o varios muñecos a modo de pez que servirá como sardina el día del entierro. El miércoles de carnaval al anochecer el entierro sale a la calle acompañado por el séquito de viudas y viudos que la acompañan plaguiando y haciendo y recibiendo comentarios dolorosamente jocosos, al tiempo que se dan el pésame. El color predominante en el entierro de la sardina es el negro, y los personajes predominantes y que parecen dar más juego son las viudas, motivo por el cual ellos y ellas adoptan fundamentalmente este disfraz. También aparece con cierta abundancia el disfraz de señor cura, y en Vallehermoso existe cierta tradición por la que se dispone de al menos un obispo que puede estar asistido por una o dos personas, en calidad de sacerdotes o simples ayudantes. También, y de modo tradicional, en la celebración del Entierro de la Sardina en esta ciudad, además de los comentarios, alaridos, lloriqueos a lo largo del entierro, en los que interviene el obispo o señor cura, dependiendo del modo que se haya organizado en esa ocasión, la tradición dicta que justo en el momento previo de proceder a la quema de la sardina el señor obispo ofrece un discurso que habitualmente está escrito en verso. El año 1984 (5) se produjo un grave accidente durante la quema de la sardina en Vallehermoso, que llevó a que durante varios años aquella celebración tradicional fuera completamente abandonada. En mi infancia, en los años sesenta, recuerdo ver a un grupo de señores que el miércoles de ceniza salía a recorrer la calle cargando una caja cubierta con unas telas, como si se tratara de una comitiva fúnebre, mientras uno de ellos echaba sermones como si oficiara el entierro, a momentos hacían un alto y extraían algo de la caja, donde llevaban bebida y algo para comer. En la actualidad y desde hace muchos años el tradicional Entierro de la Sardina ha vuelto a recorrer las calles de la ciudad de Vallehermoso el miércoles de carnaval y goza de gran aceptación y participación de la población.

## Personas destacadas
- Guillermo Ascanio Moreno
- Pedro García Cabrera